# 雨宮敬次郎
雨宮 敬次郎（あめのみや けいじろう、あめみや けいじろう、弘化3年9月5日〈1846年10月24日〉 - 1911年〈明治44年〉1月20日）は日本の実業家・投資家。「天下の雨敬」「投機界の魔王」「明治の鉄道王」などの異名をとった。
結束して商売にあたった甲州商人、いわゆる「甲州財閥」と呼ばれる集団の一人であり、「政治の伊藤博文、金の安田善次郎」とともに「事業の雨宮敬次郎」とまで謳われた。最も知られる功績として、現在の長野県軽井沢町の基礎となる植林事業や、日本製粉の設立、東京市街鉄道や大日本軌道といった鉄道分野での事業などがある。

## 経歴
甲斐国山梨郡牛奥村（現・山梨県甲州市塩山牛奥）に名主・雨宮總右衛門の三男として生まれる。自伝『過去六十年事跡』によれば、雨宮家は新羅三郎の末葉で、先祖は武将の雨宮刑部で武田家に仕え、その後代々名主の家系になったという。また牛奥村の雨宮氏は本来七軒あって、敬次郎の家は元来分家であったが、本家が絶えたために、本家の格式を譲受けて、雨宮氏の筆頭になったとされる。幼名を今朝蔵といい、少年時代から季節商いなどに従事し、成年になるまでに一財産を築いたという。1870年（明治3年）から1872年（明治5年）頃に神奈川県横浜（横浜市）へ転居し、生糸・洋銀・蚕種などの相場で浮沈を繰り返す。1876年（明治9年）11月から1877年（明治10年）6月にかけてアメリカ、ヨーロッパを外遊し、発展段階にある近代国家が投資すべき産業は、鉄道、製鉄、水道等の社会基盤の分野だと見極めたという。
1879年（明治12年）に東京府深川（当時の南葛飾郡八郎衛門新田。現在の東京都江東区扇橋）で興した蒸気力による製粉工場が成功し、本格的に実業界へ進出する。
1883年（明治16年）には、農業と工業を連携させるアメリカでの実見をもとに軽井沢の開発事業を行う。この時の開墾地は現在でも長野県北佐久郡軽井沢町大字長倉地内に「雨宮新田」という地名として残っている。
1884年（明治17年）に相場取引を止め東京に移住。この頃、先に興した製粉事業が発展し、1886年（明治19年）に東京蔵前の官営製粉所の払い下げを受け、翌1887年（明治20年）には主に軍用小麦粉製造を目的とする有限責任日本製粉会社へと改称した。この会社は1896年（明治29年）9月に日本製粉株式会社となり、現在は日本の代表的な製粉会社となっている。
1888年（明治21年）には、新宿 - 八王子間を結び、中央本線の前身となる甲武鉄道への投機で大きな利益を出し、会社内部の対立により株価が低迷するとこれを買い占め、同社の取締役にも就任した。雨宮は甲武鉄道を西へ伸ばし八王子 - 甲府間を結ぶ「山梨鉄道案」を構想し、「甲信鉄道案」を構想していた若尾逸平と対立する。
1891年（明治24年）には川越鉄道（現在の西武国分寺線）の取締役となる。同年、第1回藍綬褒章を受章。1892年（明治25年）に日本鋳鉄会社を興し、当時の東京市に水道用鉄管を納品した。しかし、1894年（明治27年）には納期遅延問題を生じ、敬次郎も刑事告訴されるに至った。（淀橋浄水場の日本鋳鉄疑獄の項を参照）
1893年（明治26年）に北海道炭礦鉄道の取締役に就任、大師電気鉄道（現在の京急大師線）の発起人になる。1894年（明治27年）に豆相人車鉄道を敷設、岩手県の和賀仙人鉄山（現在の北上市和賀町）を開発。
1903年（明治36年）に東京商品取引所（現在の東京工業品取引所）の理事長になる。同年東京市街鉄道の会長に就任し、電力事業にも進出する。同年には若尾逸平が東京電灯株式会社買い占めを行うが、雨宮はこれには参加していない。1905年（明治38年）に江ノ島電鉄社長に就任。1904年（明治37年）に桂川電力を興す。1908年（明治41年）に大日本軌道を設立。広浜鉄道等を敷設。その他、海運・石油・貿易など様々な事業において活躍。
1911年（明治44年）に、静岡県熱海町桜ヶ丘（現・熱海市梅園町）の別荘で64歳で永眠した。現在の熱海梅園内には雨敬翁終焉地碑がある。

## 逸話
- 郷里で親交があり、のちに雨宮家と親類になった広瀬久政は、「雨敬は威張り屋でなア、村の集会でも彼奴はだまって上座にすわり込んだよ。そんなわけで、誰かと喧嘩してむかっ腹で東京へ飛び出したんだが因業でなあ」と語っている[10]。
- 夏目漱石は日記の中で敬次郎について、紳商（紳士と称されるほどの身分の商人）であった、花札が好きで2晩続きで徹夜することもあったが、花札で負けが込んできても平然としていた、「神色自若」（神色＝顔色、自若＝大事に直面しても沈着冷静で態度は平常と少しも変わらぬさま）たる態度であった、などと評価している[12]。
- 利光鶴松は、「雨宮君は政権や財閥の保護を受けず、全く独自、一個の奮闘によって、何びとの助力も受けず、種々の事業をやったのは偉い」「人物の価値については色々いう人があるが、事業家としての道義上においても傑出した点があった。大ていの事業家は事業そのものに死に身になれず、権利株を売り飛ばしたり、株を売って金もうけをしようとのみ心掛けているが、雨敬君はその身体も、その財産もすべて事業に賭けて、一身を事業の盛衰と共にするだけの雄々しい信念と覚悟があった。要するに雨敬という一人物について学ぶべき点は事業に熱心であったこと、精力の旺盛であったこと、不撓不屈の奮闘精神があった点である。人物がどことなく鷹楊で大きかった」と述べている[12]。
- 中央本線が甲州市で塩山駅方面に向けて北側に湾曲しているのは、1903年（明治36年）の開通時に敬次郎の政治力により、出身地へ線路を通したとの説がある（外部リンクの山梨中央銀行金融資料館のホームページ参照）。
- 生誕地牛奥（現・甲州市）の重川に架かる橋梁は、敬次郎の功績を称えて雨敬橋（あめけいはし）と名付けられている。
- 長野県軽井沢町には明治時代に建てられた別邸が現存しており、「雨宮記念館」として一般公開されている。
- ホテルニュージャパンは雨宮敬次郎邸の跡地に建てられ、邸内には動物園があった。
- 1890年（明治23年）の「東京横濱電話加入者人名表」によると、雨宮敬次郎の電話番号は260番であったようである。

## 親族
妻の甥に学者の市村今朝蔵、婿養子に広瀬久光の子・雨宮亘がいる（板垣退助の系譜#姻族関係系図も参照）。長女・雨宮てると亘との間に生まれた二男の雨宮鉄郎は、華族・嵯峨公勝の五女を妻に迎え、二女は実業家・菊本直次郎の長男に嫁いだ。また敬次郎の養子である雨宮豊次郎は、政治家・根岸武香の六女と結婚している。鉄郎の後継として家督を相続したのはてると亘の実子四男雨宮四郎であり、長女は華道家・池田佳子、三女には歌人・雨宮雅子がおり、敬次郎のひ孫となる。
佳子の夫は近江染色社長、池田染工場代表取締役、滋賀織布取締役、西陣糸染工業組合理事長・池田伊三郎の三男裏千家 常任理事の池田寿三。
銀行家の雨宮正佳は玄孫にあたる。

## 著作
- 『公債償還及其利子低減ヲ要スル意見書』古屋豊次郎、1893年4月。 NCID BA51663585。
- 『財源開発談話筆記』坂本謹四郎、1898年3月。全国書誌番号:40032015 NDLJP:799384。
- 『国家経済ノ方針ニ関スル意見書』原潜、1900年8月。 NCID BA51748054。全国書誌番号:40032260 NDLJP:799745。
- 櫻内幸雄 編『過去六十年事蹟』桜内幸雄、1907年7月。 NCID BN08571215。全国書誌番号:48012709 NDLJP:2385822 NDLJP:2387894。
  - 原安三郎 編『過去六十年事蹟』原安三郎、1939年7月。 NCID BA54379147。全国書誌番号:44053288 NDLJP:1056317。
  - 伊藤東一 編『過去六十年事蹟』清水馨八郎監修、武蔵野社、1976年6月。 NCID BN14000092。全国書誌番号:21807573。
  - 桜内幸雄 編『過去六十年事蹟 伝記・雨宮敬次郎』大空社〈伝記叢書 41〉、1988年6月。 NCID BN0261371X。全国書誌番号:88054974。
- 井上泰岳 編『奮闘吐血録』実業之日本社、1910年12月。 NCID BB10286501。全国書誌番号:40003520 NDLJP:758286。
- 『金儲け実際談　雨敬押切り帖』神谷泰治、1929年12月。 NCID BB11615642。